# SHISHAMO 3
『SHISHAMO 3』（シシャモ さん）は、SHISHAMOの3枚目のオリジナル・アルバム。2016年3月2日にGOOD CREATORS RECORDS / FAITH MUSIC ENTERTAINMENT INC.から発売された。

## 概要
- 前作『SHISHAMO 2』から約1年ぶりのオリジナル・アルバム。2016年1月4日、初の日本武道館公演『SHISHAMO NO BUDOKAN!!!』でリリースが発表になった[4]。
- 前作までのアルバムは、ライブで3人だけで演奏できることを前提に制作されていたが、本作はアレンジの自由度が高まり、ローズ・ピアノやホーンが導入されている[5]。
- 購入者特典として、タワーレコードでは『川島小鳥×SHISHAMO 特製フォトブック』、HMVでは『「SHISHAMO 3」特製ポスター』、その他対象店舗では『「SHISHAMO 3」特製ステッカー』が付けられた[6]。
- 本作を引っ提げ、SHISHAMO ワンマンツアー2016春「少女達が恋心に気付いたのは、宇宙からの旅がえり」が2016年4月9日から5月15日まで行われた。アルバムには、このツアーのチケット先行予約に使用できるシリアルナンバーが封入された[7][8]。
- メンバー監修によるバンドスコアブックの 『バンド・スコア　SHISHAMO 「SHISHAMO 3」』が2016年8月27日に発売された[9]。

## 収録曲
| 全作詞・作曲: 宮崎朝子。 |                    |           |            |                                              |      |
| #                        | タイトル           | 作詞      | 作曲・編曲 | 編曲                                         | 時間 |
| 1.                       | 「ごめんね、恋心」 | 宮崎朝子  | 宮崎朝子   | SHISHAMO                                     | 5:16 |
| 2.                       | 「中庭の少女たち」 | 宮崎朝子  | 宮崎朝子   | SHISHAMO                                     | 5:10 |
| 3.                       | 「生きるガール」   | 宮崎朝子  | 宮崎朝子   | SHISHAMO                                     | 3:54 |
| 4.                       | 「笑顔のとなり」   | 宮崎朝子  | 宮崎朝子   | SHISHAMO                                     | 4:25 |
| 5.                       | 「手のひらの宇宙」 | 宮崎朝子  | 宮崎朝子   | SHISHAMO                                     | 3:51 |
| 6.                       | 「推定移動距離」   | 宮崎朝子  | 宮崎朝子   | SHISHAMO                                     | 3:20 |
| 7.                       | 「女ごころ」       | 宮崎朝子  | 宮崎朝子   | SHISHAMO                                     | 4:33 |
| 8.                       | 「熱帯夜」         | 宮崎朝子  | 宮崎朝子   | SHISHAMO                                     | 4:12 |
| 9.                       | 「旅がえり」       | 宮崎朝子  | 宮崎朝子   | SHISHAMO                                     | 4:34 |
| 10.                      | 「君とゲレンデ」   | 宮崎朝子  | 宮崎朝子   | SHISHAMO                                     | 4:15 |
| 11.                      | 「みんなのうた」   | 宮崎朝子  | 宮崎朝子   | SHISHAMO、高野勲・宮崎朝子（ホーンアレンジ） | 3:59 |
| 合計時間:                | 合計時間:          | 合計時間: | 47:29      |                                              |      |

## 楽曲解説
1. ごめんね、恋心
  - ラジオに寄せられた恋愛相談がきっかけになって制作された「携帯電話」がテーマの曲。冒頭の歌詞に“人里を離れて生きてくの”とあることから仮タイトルは「山姥」だった[10]。
  - 秋のツアーで毎回1曲目に演奏しており、感触が良かったため本作でも1曲目に収録された[5]。
2. 中庭の少女たち
  - 宮崎曰く「今風の邦ロックっぽい曲」で、神秘的に思えるという女学院のイメージで制作された[10][11]。自分でもいい曲が書けたという手応えがあり、ライブでも評判が良かったため自信になったと話している[5]。
  - 2016年1月29日、FM802『ROCK KIDS 802 FRIDAY』で初オンエアされた[12]。
  - 5月12日、ミュージック・ビデオが公開された。このビデオは、SHISHAMOのアルバムジャケットやアーティスト写真を手掛けている写真家・川島小鳥の初の映像監督作品となり、森川葵が主演を務めた[13]。
3. 生きるガール
  - 3rdシングル「熱帯夜」のカップリング曲。
  - 北海道テレビ『イチオシ!モーニング』の冬の番組宣伝曲[14]。
4. 笑顔のとなり
  - SHISHAMOで初めてアコースティック・ギターがメインで使用された曲[5]。
  - 歌詞は「君と夏フェス」以来の幸福な物語となっている[10]。
5. 手のひらの宇宙
  - 宮崎が好きだったスマホアプリ「LINE」のゲーム『ツムツム』に着想を得た曲[10][11]。
  - アルバムに入るか入らないかの瀬戸際の曲だったが、絶対に良くなるという確信があり、深夜まで及んだレコーディングで最終的にローズ・ピアノを導入したところ、満足できる仕上がりになった[5]。
6. 推定移動距離
  - 悲しい歌詞に明るい曲をつけて歌うと余計に悲しくなることを宮崎は「木綿のハンカチーフ現象」と呼んでおり、この現象が当てはまる楽曲だと説明している[5][10]。
  - 「笑顔のとなり」「手のひらの宇宙」とこの曲は、宮崎曰く「アルバムだから入れられる曲」で順番も3曲並べて収録された[10]。
7. 女ごころ
  - 4thシングル「君とゲレンデ」のカップリング曲。
8. 熱帯夜
  - 3rdシングル。
9. 旅がえり
  - 宮崎が成人式の翌日に、急に思い立って京都に1人で旅行に出かけ、その帰り道に作った曲[15]。SHISHAMOの楽曲の中で数少ない自分自身のことを歌った曲だと明かしている[10]。
  - 2016年1月28日、cross fm『Challenge ラヂヲ』で初オンエアされた[16]。
10. 君とゲレンデ
  - 4thシングル。
  - 2015年11月27日、『ミュージックステーション』に初出演し披露された[17]。
  - KBS京都テレビ『京スポ』の2016年1月度エンディングテーマ曲[18]。
11. みんなのうた
  - 本作のリード曲。「いろんな人を支える応援ソングになったらいいな」という思いから制作したと宮崎が話しており、聞く人を限定しないために、歌詞には特定の主人公が設けられていない[11]。
  - 作り始めた時から「イントロでバンドじゃない音が鳴っている」イメージがあり、タブゾンビらが演奏を担当したホーンが導入された。SHISHAMOに他のミュージシャンが参加して楽曲が制作されたのは初めてのことだった[5][11]。ホーンアレンジは高野勲と宮崎が手掛けた[19]。
  - 2016年1月29日にSHISHAMOがレギュラーを務めるJ-WAVE 『TOKYO REAL-EYES』内の「SPEAK OUT!」でラジオ初オンエアされた[20]。
  - 2月22日、ドラマ仕立てのミュージック・ビデオが公開された。清水富美加が出演しており[21]、監督を務めたのは岡田文章[22]。
  - 2016年6月5日、NHK『シブヤノオト』に出演し披露された[23]。

## 参加ミュージシャン

### SHISHAMO
- 宮崎朝子：Guitar, Vocal, Rhodes Piano (#-5)
- 松岡彩：Bass
- 吉川美冴貴：Drums

### 外部ミュージシャン
- タブゾンビ (SOIL&"PIMP"SESSIONS)：Trumpet (#-11)
- 川崎太一朗：Trumpet (#-11)
- 滝本尚史：Trombone (#-11)